# Cameron Menzies
Cameron Menzies (Glasgow, 27 juni 1989) is een Schotse darter die uitkomt voor de PDC. Eerder kwam Menzies uit voor de BDO.

## BDO
Van 2006 tot en met 2018 kwam Menzies uit voor de BDO en nam in 2018 deel aan het BDO World Darts Championship. In 2020 deed Menzies na twee jaar weer eens mee aan een BDO-toernooi: de Scottish Open 2020. Hierin verloor hij in de laatste 64 van James Richardson. In 2021 won Menzies zelfs de Welsh Open, een toernooi bij de WDF (de BDO werd in 2020 opgeheven).

## PDC
Na zijn verlies in de eerste ronde tijdens het BDO World Darts Championship 2018 werd bekendgemaakt dat Menzies zou gaan deelnemen aan de PDC Q-School. Een tourcard wist Menzies op de Q-School in 2018, 2019, 2020 en 2021 telkens niet te halen. Wel deed hij mee aan de UK Open 2019 en UK Open 2020. In 2021 won Menzies PDC Challenge Tour 12 door Derek Coulson in de finale met 5–0 te verslaan. In 2022 won Menzies na jaren proberen, dan eindelijk zijn PDC-tourcard doordat hij op de UK Q-School als achtste wist te eindigen op de PDC Order of Merit.
Op Players Championship 19, dat plaatsvond op 22 augustus 2024, versloeg Menzies achtereenvolgend Ricky Evans, Steve Lennon, Gian van Veen, Stephen Bunting, Martin Lukeman en Thibault Tricole voor een plek in de finale, waarin Chris Dobey zijn tegenstander was. Dobey won de partij met 8-6. Beide spelers gooiden 100 gemiddeld.
Op 30 oktober 2024 behaalde Menzies ook de finale van Players Championship 29 door José de Sousa, Jacques Labre, Rob Cross, Krzysztof Ratajski, James Wade en Danny Noppert te verslaan. In de finale was hij met een uitslag van 8-4 te sterk voor Stephen Bunting. Zo won hij zijn eerste Players Championship-titel. Een tweede zou hij winnen in april 2025.
Door op de Grand Slam of Darts 2024 de groepsfase te overleven en hierna James Wade met 10-9 te verslaan, bereikte Menzies voor het eerst een kwartfinale op een hoofdtoernooi van de PDC. Hierin ging Mickey Mansell met een uitslag van 16-15 nipt aan hem voorbij.

## WDF
Ondanks het behalen van zijn PDC-tourcard nam Menzies in april 2022 deel aan de eerste editie van het WDF World Darts Championship.

## Resultaten op wereldkampioenschappen

### BDO
- 2018: Laatste 32 (verloren van Conan Whitehead met 1–3)

### WDF
- 2022: Halve finale (verloren van Thibault Tricole met 4–5)

### PDC
- 2023: Laatste 64 (verloren van Vincent van der Voort met 0-3)
- 2024: Laatste 64 (verloren van Dave Chisnall met 1-3)
- 2025: Laatste 96 (verloren van Leonard Gates met 1-3)

## Resultaten op de World Matchplay
- 2025: Laatste 32 (verloren van Danny Noppert met 2-10)

## Trivia
- Tijdens de Grand Slam of Darts van 2017 liet Menzies in een interview met RTL7 Darts weten een groot bewonderaar van tweevoudig wereldkampioen Gary Anderson te zijn.
- Menzies werkt fulltime als loodgieter en is doelman bij het eerste elftal van voetbalclub Lugar Boswell Thistle.
- Menzies had een relatie met dartster Fallon Sherrock.[7] In 2025 gingen zij uit elkaar.[8]